# Michel Laframboise
Pour les articles homonymes, voir Laframboise.
Michel Laframboise, né le 11 mai 1793 à Varennes et décédé le 25 janvier 1865 à Champoeg, est un aventurier, trappeur et négociant canadien-français. Il est le fondateur du poste de French Camp, en Californie. Il a travaillé pour la Compagnie de la Baie d'Hudson.

## Biographie

### Jeunesse
Michel Laframboise est né à Varennes, un faubourg de Montréal. Ses prénoms de baptême étaient Jean Baptiste Eugène, mais il adopta le prénom de son père, Michel. Sa mère se dénommait Josèphe Monjau.
En 1810, il fut engagé comme trappeur par le richissime commerçant de fourrure américain John Jacob Astor pour la Pacific Fur Company basée à New York.

### Exploration de l'Ouest américain
Dès 1828, il travailla sous les ordres de Peter Skene Ogden, un responsable de l'Ouest américain de la Compagnie de la Baie d'Hudson.
Michel Laframboise entendit parler de son compatriote canadien-français, Louis Pichette, qui fut le premier coureur des bois canadien-français à explorer, dès 1821, l'Oregon et la partie septentrionale de la Californie mexicaine. Michel Laframboise fut le premier à ouvrir un des chemins de la  "Piste de la Californie". 
Michel Laframboise s'installa dans l'Oregon à French Prairie dans le comté de Marion près de la vallée de la Willamette. Il partait avec une équipe de compagnons à la chasse plusieurs semaines à travers les immenses étendues sauvages pour capturer les peaux des castors, loutres, renards et ours. Il fut surnommé le "Capitaine de la piste de la Californie". 
Les Amérindiens étaient à la fois de bons clients et à la fois des concurrents redoutables. Ainsi, le comté de Malheur (Malheur County) et la rivière Malheur (Malheur River) gardent dans leur toponymie l'histoire de la perte d'un important stock de fourrure dérobé par les Amérindiens à cette période-là.
John Sutter, un homme d'affaires et chercheur d'or suisse installé en Californie, se plaignit de l'agissement des trappeurs de Michel Laframboise qui, forts d'une centaine de personnes (une soixantaine de trappeurs accompagnés de femmes et enfants), ratissaient la région en quête de castors, loutres et ours.  
Dès 1832, Michel Laframboise fonde un poste de commerce et de traite surnommé French Camp. French Camp devint un lieu d'échanges avec les Amérindiens qui s'y rendaient, notamment lors de la grande foire annuelle, par centaines de personnes pendant parfois une semaine.  Jusqu'à la conquête de la Californie mexicaine par les États-Unis en 1845, ce lieu avait une dénomination espagnole : "El Rancho del Campo de Los Franceses ".
En 1832-1833, il devient aussi membre de l'expédition de John Work pour le compte de la Compagnie de la Baie d'Hudson.

### Mariage et retraite
En 1839, il se marie avec Émilie Picard, une Amérindienne de la région de la rivière Umpqua. Ils auront de nombreux enfants.
Il cessa progressivement ses activités vers 1845 - 1847, au moment de la guerre américano-mexicaine entre le Mexique et les États-Unis.
Au début des années 1860, il eut un accident vasculaire cérébral. Il mourut le 25 janvier 1865.

## Sources
1. ↑  (en) Early Exploration: American Trade & Migration, 1828-49 - [MS350 Nunis, Doyce Blackman Jr. 1924. Michel Laframboise 1793-1861]
2. ↑  pdf
3. 1 2  Une Californie française par Claudine Chalmers sur consulfrance-sanfrancisco.org
4. ↑  Ces Français qui ont fait l'Amérique par Jacques Bodelle
5. ↑  Chapman J. S., "French prairie ceramics: the Harriet D. Munnick archaeological collection, vers 1820-1860 : a catalog and Northwest comparative guide" ; Anthropology northwest, N°8 ; Département d'Anthropologie, Éditions Oregon State University, Corvallis ; Oregon : (1993)